# Takuya Miyamoto
Takuya Miyamoto (Hiroshima, 8 juli 1983 –  1 mei 2022) was een Japans voetballer.

## Carrière
Takuya Miyamoto speelde tussen 2006 en 2007 voor Cerezo Osaka. Hij tekende in 2008 bij Montedio Yamagata.
Miyamota overleed aan de gevolgen van een noodlottig ongeval op 38-jarige leeftijd.